# Hendrik Adriaan Christiaan Dekker

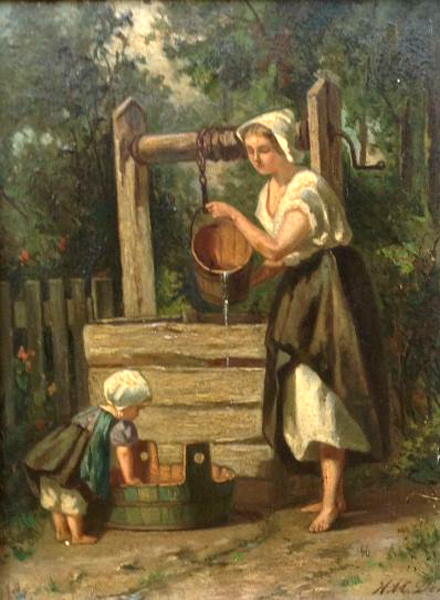
Gemeinsam Wasser holen

Hendrik Adriaan Christiaan Dekker (* 28. September 1836 in Amsterdam; † 11. Mai  1905 in Laag-Soeren) war ein niederländischer Porträt- und Genremaler, sowie Zeichner, Lithograf und Radierer.
Dekker war Schüler von Johann Wilhelm Kaiser, ab 1851 der Koninklijke Akademie van Beeldende Kunsten (Amsterdam) und von Charles Rochussen. Lebte und arbeitete in Amsterdam.
Anfangs zeichnete und radierte er; später begann er mit der Lithografie und insbesondere mit der Malerei, schuf Genrebilder mit Figuren, Porträts und Stadtlandschaften. War Mitglied von „Pulchri Studio“ in Den Haag und von „Arti et Amicitiae“ in Amsterdam. Er unterrichtete Remmert Dekker, Bernard Willem Wierink und Maria Adeline Alice Schweistal. Er lithografierte auch Werke von Jozef Israëls, August Allebé und anderen Malern.
Er heiratete die Malerin Maria Sara Johanna Sartorius.
Von 1858 bis 1892 zeigte er seine Werke auf den Ausstellungen in Amsterdam und Den Haag.